# Équipe de France féminine de basket-ball
Pour les articles homonymes, voir Équipe de France masculine de basket-ball et Équipe de France.
Maillots
Actualités
L’équipe de France féminine de basket-ball est la sélection des meilleures joueuses françaises. Elle est placée sous l’égide de la Fédération française de basket-ball depuis 1936.
L’équipe de France possède deux titres de championne d'Europe à son palmarès, en 2001 en France et en 2009 en Lettonie. Aux Jeux olympiques elle remporte la médaille d'argent à Londres en 2012 et Paris en 2024 ainsi qu'une médaille de bronze aux Jeux de Tokyo 2020.

## Histoire

### Avant la FFBB

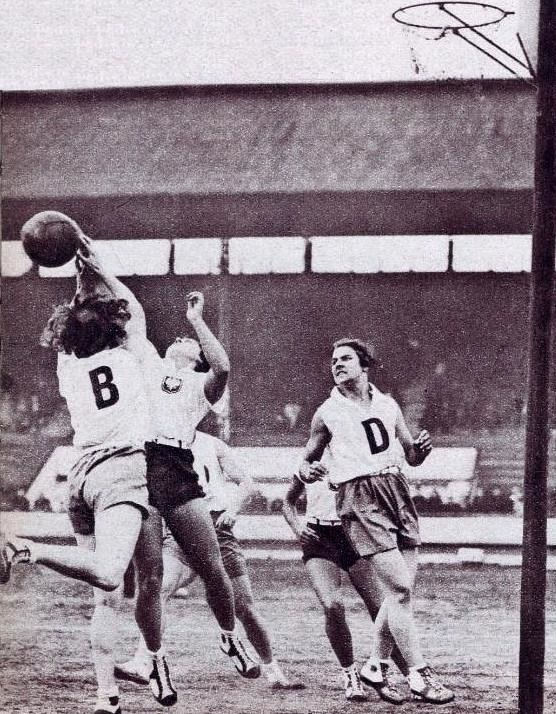
4e Jeux mondiaux féminins (août 1934),
l'équipe de France
ici victorieuse de la Pologne.

Le premier match de l'équipe de France date du 13 octobre 1938 où la sélection avait affronté la Suisse, mais ce n'est vrai qu'au sens de la Fédération française de basket-ball. En effet une équipe de France existait bien avant celle-ci, placée sous l'égide de la Fédération française du sport féminin. On retrouve par exemple la sélection française de basket-ball championne d'Europe face à la Pologne à Strasbourg le 13 juillet 1930. Ce titre européen permet aux Françaises de concourir pour le titre mondial lors des Jeux mondiaux féminins quelques mois plus tard à Prague. Le titre se joue alors sur un seul match face au Canada qui l'emporte 18 à 14. Le principal fait d'armes de cette sélection de basket-ball FFSF des années 1930 reste la victoire aux Jeux mondiaux féminins de 1934 organisés à Londres. La plupart des joueuses de cette « équipe de France » pratiquaient également l'athlétisme, issues pour la plupart du club des Linnet's Saint-Maur et emmenées par Lucienne Velu, l'équipe compte aussi dans son sein Simone Richalot de Reims, et Jeanine Garnier de Strasbourg. Le 11 août 1934, l'équipe de France affronte en finale les États-Unis et l'emporte sur le score de 34 à 23.
Pendant ce temps, durant l'été 1933, la section basket-ball de la fédération française d'athlétisme et de basket-ball s'extirpe peu à peu (et avec grand tumulte) de cette fédération qui reste une fédération d'athlétisme, et souhaite fonder la FFBB. En octobre, la FFBB est reconnue comme « fédération d'application » par le Conseil national des sports. Le 26 avril 1934, le CNS entérine la séparation des deux fédérations, et officialise donc la création de la Fédération française de basket-ball. En 1936 la fédération accueille alors le basket-ball féminin, mais aucun match n'est organisé.
Il faut donc attendre 1938 et le premier championnat d'Europe organisé à Rome pour que la sélection française officielle dispute son premier match. La France, privée de Lucienne Velu remporte quand même son premier match face à la Suisse (43-18). La suite sera un peu moins brillante, puisque, en s'inclinant ensuite contre la Lituanie (20-14), la Pologne (24-19) et le royaume d'Italie (34-18), la France ne termine que quatrième sur les cinq équipes présentes. Loin de l'Italie, la Lituanie et la Pologne qui, dans cet ordre, composent ce premier podium de l'histoire, simplement départagés à la différence de points avec un bilan de trois victoires pour une défaite. Cependant la France s'illustre lors de la compétition en alignant dans ses rangs Sokela Mangoubel, la première internationale de couleur.
En raison de la Seconde Guerre mondiale, la France ne participe à aucun match entre 1938 et 1946, engendrant donc un renouvellement total dans les sélections françaises.

### L’après-guerre, les nouveaux succès

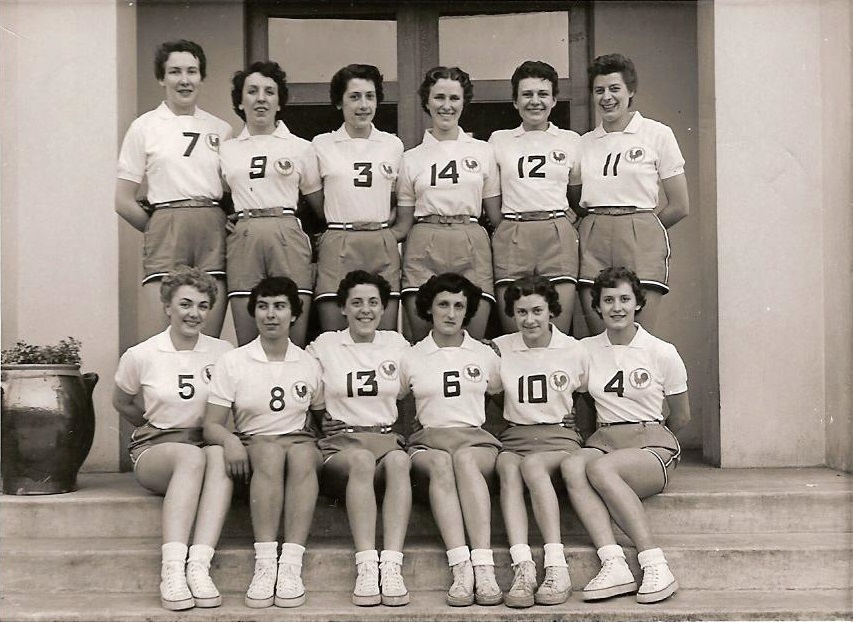
L'équipe de France en 1953.

La sélection de 1946 et celle de 1947 ne disputeront que trois matches sur deux ans, tous trois contre la Belgique. Ils se soldent par une défaite (38-41) à Bruxelles en février 1946, puis par une victoire (28-24) à Paris en mars 1947, et une nouvelle défaite (22-35) en septembre, de retour à Bruxelles. L'équipe est alors emmenée par Arlette Reni, et surtout par la jeune Anne-Marie Colchen (21 ans en 1946) venue du Havre.
Alors qu'un nouveau championnat d'Europe est prévu en 1950 en Hongrie, la France se prépare les deux années suivantes, et de la plus belle des manières avec un bilan de quatre victoires, un nul et une défaite (à nouveau face à la Belgique) entre 1948 et 1949. En préparation à l'Euro, la sélection 1950 dispute deux nouveaux matches amicaux à la fin de l'hiver. Après une défaite en janvier contre l'Italie (21-18, à Nice), la sélection se reprend en février contre la Yougoslavie (victoire 36-30 à Paris). Ginette Merle s'illustre lors de ces deux rencontres comme étant le leader offensif. Mais l'Euro sera plus difficile que ces préparations et les affrontements contre les pays de l'Est se solderont par des défaites (56-49 contre la Hongrie, 50-22 contre la Tchécoslovaquie et surtout 72-20 contre l'URSS). Mais des victoires contre la Roumanie (39-26), la Belgique (50-45), la Pologne (43-26) et l'Italie (63-51) permettent à la France de conquérir une quatrième place.
Cette performance n'est pas rééditée lors de l'Euro suivant (septième) mais, à la suite de plusieurs désistements, la France accompagne la Suisse pour le périple en direction de l'Amérique du Sud. En effet, en 1953, le Chili organise le premier championnat du monde, regroupant dix sélections nationales. L'équipe, composée entre autres de Édith Tavert-Kloeckner, Anne-Marie Colchen et Jacqueline Biny réalise une performance assez exceptionnelle. Après avoir défait le Pérou en tour préliminaire (62-22), les Françaises se qualifient directement pour le tour final. Après avoir échoué logiquement contre les États-Unis (37-41), la France s'impose face au Brésil (49-37) et au Paraguay (58-27). La rencontre contre le Chili, qui évolue à domicile, est plus mouvementée. Bien avantagée par l'arbitre et poussée par un public surchauffé, la sélection sud-américaine l'emporte 45 à 35. Mais une nouvelle victoire face à l'Argentine (48-26) permet aux Bleues de décrocher une médaille de bronze, départagée à la différence de points contre le Chili (finalement deuxième) et le Brésil (quatrième).

### La descente européenne

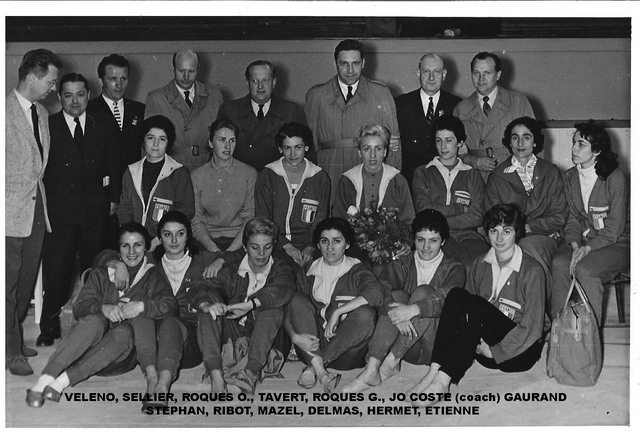
L'équipe de France en 1957.

Lors du championnat d'Europe suivant, disputé à Belgrade, la France débute par deux victoires avant de perdre ses rencontres suivantes, toutes disputées contre des pays de l'Est. La France termine finalement à la sixième place.
Pour le championnat d'Europe 1956 à Prague, la France, malgré quatre succès lors de ses huit rencontres, termine à la septième place.
La France connaît un nouveau sélectionneur, Georgette Coste-Venitien, qui succède à Robert Busnel qui dirigeait l'équipe de France depuis 1946. Pour sa première compétition officielle, elle ne peut empêcher l'équipe de subir six défaites sur les sept rencontres disputées et de terminer à la sixième place. Lors du championnat d'Europe 1962, la France remporte une seule des cinq rencontres disputées pour finir à la huitième place. En 1964, elle dispute le mondial de 1964 au Pérou où elle termine à la dixième place. Puis, la même saison, elle dispute le championnat d'Europe de 1964 où elle termine à la dixième place après avoir connu la défaite lors de ses cinq rencontres. Cette épreuve voit les débuts en compétition officielle de Jacky Chazalon.
Les résultats ne sont guère meilleurs en championnat d'Europe de 1966 : deux victoires en sept rencontres pour une onzième place. Puis au championnat d'Europe de 1968, une nouvelle onzième place, avec deux victoires et six défaites. Élisabeth Riffiod, future joueuse cadre de la sélection française, honore sa première sélection internationale.

### Une équipe de Clermontoises
La fin des années 1960, malgré les mauvais résultats, voit l'arrivée d'une nouvelle génération : Jacqueline Delachet en 1963, Jacky Chazalon, puis Colette Passemard, Irène Guidotti et Élisabeth Riffiod.
S'appuyant sur Jacky Chazalon, qui termine troisième marqueuse du championnat d'Europe de 1970 avec 20,4 points de moyenne, Élisabeth Riffiod et Irène Guidotti, la France défait la Pologne, l'Italie, et les Pays-Bas, subit une défaite face à l'URSS, puis assure sa place en demi-finale en battant la Hongrie. Lors de celle-ci, les Françaises sont opposées à la Bulgarie et remportent la rencontre sur le score de 69 à 64. La finale, disputée face à l'ogre soviétique, se conclut par une défaite sans appel sur le score de 94 à 33.
Le Clermont UC, qui possède déjà trois médaillées d'argent dans son effectif, avec Chazalon, Guidotti et Passemard, voit les meilleures Françaises rejoindre ses rangs. Le lien entre le club et l'équipe de France se renforce : les deux entités partagent le même entraîneur, Joë Jaunay. La France bénéficie également du regroupement des meilleurs éléments sous le maillot noir des Clermontoises : celles-ci acquièrent de l'expérience dans les grandes joutes européennes du CUC. De plus, cela facilite la cohésion de l'équipe de France.
La France dispute le Championnat du monde 1971 au Brésil : après deux victoires face à l'Équateur et les États-Unis, les Françaises sont battues par les Sud-Coréennes. Qualifiées pour le tour final, elles échouent face aux Brésiliennes puis de nouveau face aux Sud-Coréennes, et perdent face aux Japonaises. Après une victoire face à Cuba, elles terminent sur deux défaites, face à la Tchécoslovaquie et à l'URSS. Les Françaises terminent finalement à la sixième place.
Lors de l'Euro 1972 disputé en Bulgarie, la France termine au pied du podium, seulement précédée par trois grosses nations de l'Est, la Bulgarie, la Tchécoslovaquie et l'URSS.
Chazalon a décidé de ne pas participer à l'édition suivante, en Italie. Lors de celle-ci, la France remporte trois victoires pour huit rencontres et termine à la septième place.
Le championnat d'Europe 1976 se dispute en France. La France échoue face à la Tchécoslovaquie puis à l'URSS, avant de manquer l'occasion de monter sur le podium sur une nouvelle défaite face à la Bulgarie. La France termine quatrième. Chazalon, avec 15,5 points de moyenne, termine deuxième marqueuse de la compétition tandis que Guidotti termine quatrième. Riffiod termine elle meilleure rebondeuse. La saison se termine par les pré-olympiques : la France, avec deux défaites face aux États-Unis et la Pologne, manque l'occasion de disputer le premier tournoi olympique ouvert aux femmes. C'est également la fin d'une génération : Chazalon, Delachet et Passemart quittent la sélection, tandis que Jaunay laisse la sélection à Jean-Paul Cormy.
S'appuyant sur Riffiod, Guidotti et Malfois, la France termine de nouveau quatrième lors du championnat d'Europe 1978, avec cinq victoires en huit rencontres. Cathy Malfois est élue dans le top 5 du championnat.
Le mondial 1979, disputé avec Cathy Malfois mais sans Guidotti et Riffiod, voit la France terminer à la septième place.

### 1980 – 1996: le creux
La France échoue de nouveau dans sa tentative de participer aux Jeux olympiques lors du tournoi pré-olympique disputé en Bulgarie. Riffiod y dispute sa dernière compétition sous les couleurs françaises.
Plus tard dans la saison, la France dispute le championnat d'Europe 1980 en Yougoslavie. La France y termine à la onzième place. Absente du championnat d'Europe 1981, elle ne retrouve le  championnat d'Europe 1985 qu'à l'issue d'un forfait. Elle est désormais entraînée par une ancienne internationale Jacqueline Delachet. S'appuyant sur Paoline Ékambi et Halima Soussi, la France termine à la huitième place.
C'est de nouveau à la huitième place que termine la France lors du championnat d'Europe 1987, compétition où débute Odile Santaniello.
La saison suivante, la France s'assure de la participation au championnat d'Europe suivant, mais échoue de nouveau dans sa quête olympique. Lors du championnat d'Europe 1989 disputé en Bulgarie, elle termine à la huitième et dernière place.
Après avoir disputé le championnat d'Europe C en 1991 et un pré-Europe la saison suivante, la France retrouve le championnat d'Europe 1993. La France, grâce à deux victoires face à la Russie et à la Hongrie, atteint les demi-finales face à l'Italie. Elle remporte cette rencontre 56 à 54 et dispute le titre à l'Espagne. Celle-ci remporte le titre sur le score de 63 à 53. La France obtient toutefois son billet pour le mondial 1994 disputé en Australie. En raison de deux défaites initiales face à Cuba et au Canada, la France dispute un tour de classement dont elle sort à la neuvième place.
Lors du championnat d'Europe 1995, la France termine à la sixième place de son groupe, ce qui la condamne à disputer un « challenge Round » en 1996.

### L'ère Jardel: le renouveau
En 1997, Alain Jardel, entraîneur du BAC Mirande, prend la direction de l'équipe de France, qui doit disputer le championnat d'Europe B. Avec quatre victoires en autant de rencontres, puis quatre victoires et une défaite lors du « challenge Round » de 1998, la France retrouve sa place dans l'élite pour le championnat d'Europe 1999, disputé en Pologne. Jardel s'appuie principalement sur deux joueuses : la meneuse, qu'il avait déjà dirigée à Mirande, Yannick Souvré et une grande pivot Isabelle Fijalkowski. Jardel croit en un basket-ball basé sur le collectif. Après s'être qualifiée pour les quarts de finale, la France élimine la Yougoslavie puis la Slovaquie en demi-finale sur le score de 66 à 39. En finale, les Françaises sont opposées aux Polonaises, qui évoluent à domicile. Celles-ci, s'appuyant sur une pivot Małgorzata Dydek de grande taille, 2,18 mètres, remportent finalement la rencontre sur le score de 59 à 56. La victoire en quart de finale avait de surcroît offert à la France la première qualification d'une équipe de sport collectif féminine pour les Jeux olympiques.
Isabelle Fijalkowski revient sur cette période : « En 1998, quand on a validé notre participation au championnat d’Europe 1999, on avait un seul objectif : se qualifier pour les Jeux olympiques de Sydney. Yannick Souvré a d’ailleurs pris la parole naturellement et nous a dit : « C’est très bien mais ce dont on a envie, c’est de se donner la possibilité de se qualifier pour les JO de Sydney. Et va travailler pour ça ». Dès lors, on a bossé très dur pour atteindre notre objectif. On a toutes adhéré (...) Une fois qualifiées, on a eu une préparation de trois mois, avec des coupures bien sûr. L’état d’esprit dans le groupe, c’était de se dire que les Jeux ne voulait rien dire si on allait pas chercher la médaille. Médiatiquement, pour le sport féminin et le basket français, il fallait faire un très bon résultat car on ne parle que des médaillées (...) C’est la première fois qu’une équipe de France féminine faisait les JO. Pour nous, c’était comme une compétition mondiale finalement. Et on n’a pas réussi à atteindre notre objectif (...) [La défaite en quart de finale face à la Corée du Sud] a été une déception immense. Je pensais qu’on était prêtes trop tôt. La préparation n’a pas été bien calibrée, du coup on était en pleine possession de nos moyens sur le premier tour et déjà sur le retour sur le quart (...) À l’époque, il n’y avait pas de préparateur physique et c’est ce qui nous a manqué (...) Derrière on finit quand même cinquièmes des JO en gagnant la Russie. Quand on perd un quart de finale comme on l’a fait, il faut les ressources mentales pour se relever et on les avait. On avait un vrai groupe, une vraie équipe. (...) »

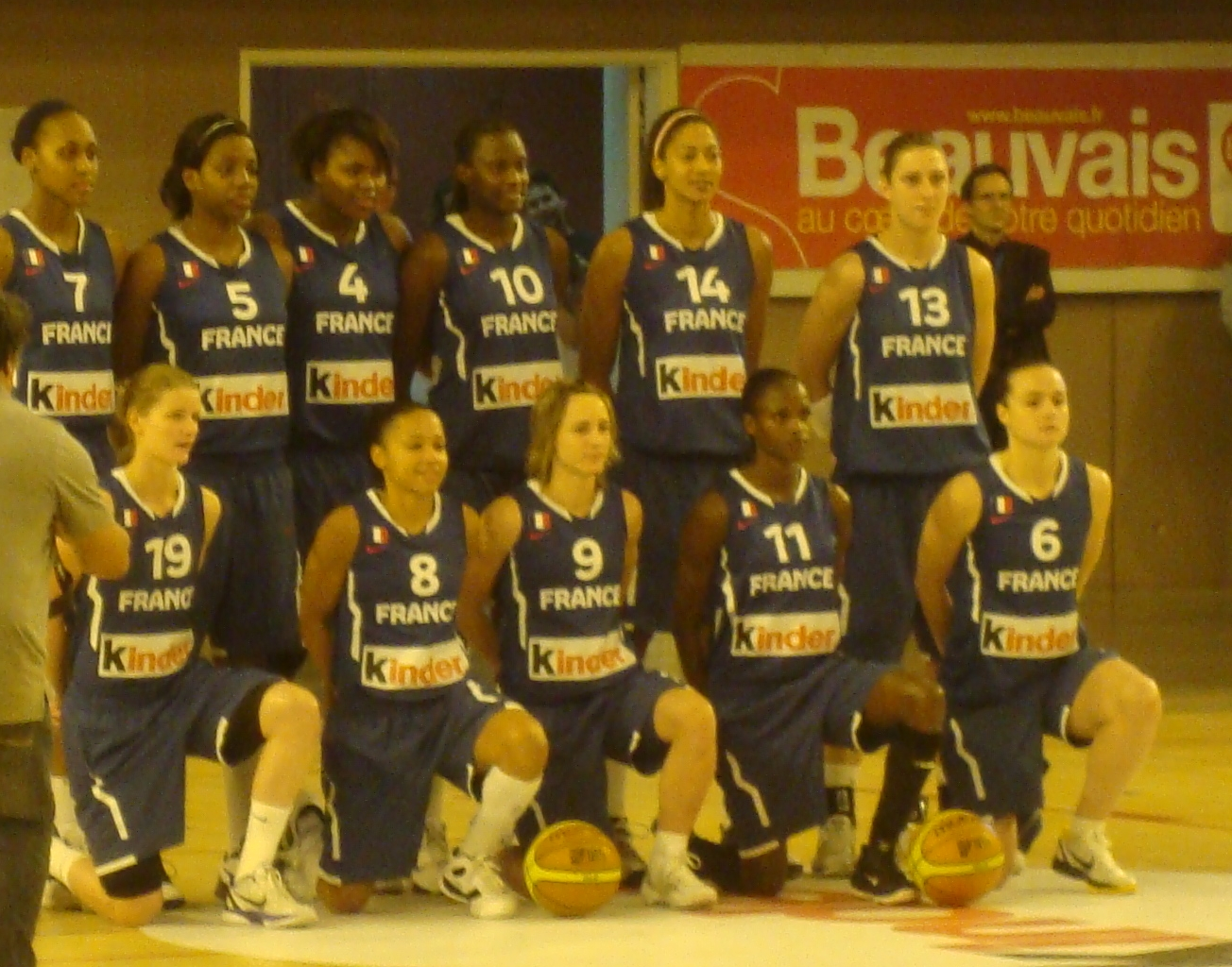
L'équipe de France en 2011 à Beauvais.

À Sydney, la France, avec un cinq majeur composé de Yannick Souvré, Isabelle Fijalkowski, Cathy Melain, Audrey Sauret, Nicole Antibe, bien complété par Sandra Le Dréan, remporte ses quatre premières rencontres de phase de poule avant de s'incliner face à l'Australie. Opposées aux Sud-Coréennes, en quart de finale, les Françaises s'inclinent sur le score de 68 à 59 dans ce qui reste comme le plus grand regret des joueuses de cette génération. Une dernière victoire face à la Russie donne la cinquième place à la France.
La France, s'appuyant sur le même groupe, accueille le championnat d'Europe 2001. Elle figure parmi les favorites avec la Pologne, tenante du titre, et la Russie. Lors du premier tour, les Françaises battent successivement la Roumanie, la Yougoslavie, l'Ukraine, la Pologne et l'Espagne pour accéder aux quarts de finale. Après une victoire 72 à 56 sur la Slovaquie, c'est la Lituanie qui subit la loi des Françaises, sur le score de 75 à 44. La France retrouve sa « bête noire » en finale, la Russie. La France remporte finalement le titre sur le score de 73 à 68, Melain terminant de surcroît meilleure joueuse de la compétition.
Pour le mondial 2002 disputé en Chine, la France est privée de Fijalkowski qui a décidé de mettre un terme à sa carrière internationale. De plus, Souvré se blesse au début de la compétition. La France remporte ses premières rencontres, face à Cuba, à la Tunisie, à la Corée du Sud et à la Lituanie avant de perdre face à la Russie et aux États-Unis. Les Françaises se voient opposées aux Australiennes en quart de finale. Battues sur le score de 87 à 52, elles subissent deux nouvelles défaites en match de classement, face à l'Espagne et au Brésil pour terminer à la huitième place.
Le championnat d'Europe 2003, en plus du titre, offre trois tickets pour les jeux suivants. La France se qualifie en deuxième position de son tour de qualification mais se voit opposer à la Russie en quarts. Celle-ci, après un premier tour raté, se reprend pour remporter la rencontre sur le score de 79 à 66 avant de remporter le titre. Pour sa part, la France bat la Serbie et la Belgique pour terminer à la cinquième place.
L'objectif des Françaises lors du championnat d'Europe 2005, disputé en Turquie, est d'obtenir l'une des cinq premières places, qualificatives pour le mondial 2006 disputé au Brésil. Après une première défaite 45 à 65 face aux Tchèques, les Françaises remportent leurs quatre autres rencontres pour terminer à la deuxième place de sa poule. Mais c'est de nouveau les Russes qui se présentent face à elle en quart de finale. De nouveau, les Russes s'imposent, sur le score de 70 à 56. la France remporte ses deux derniers matches, face à la Pologne et à la Lettonie pour remporter la cinquième place, qualificative pour le mondial.
Audrey Sauret-Gillepsie est la nouvelle capitaine d'une équipe de France, désormais privée de Melain et Antibe, qui doit s'appuyer sur de nouvelles joueuses comme Céline Dumerc, Émilie Gomis ou la toute jeune Sandrine Gruda. Après avoir battu les championnes d'Europe tchèques puis les Taïwanaises, elles perdent face aux Cubaines, ce qui les oblige à un exploit face aux Américaines ou aux Russes. Après une défaite face aux premières, elles battent les Russes sur le score de 74 à 65. Mais une défaite face à la Chine les destine à disputer leur quart face à l'Australie. Les futures championnes du monde remportent la rencontre sur le score de 79 à 66, laissant les Françaises disputer les matchs de classement. Deux victoires, face à la Tchéquie et à la Lituanie, donnent la cinquième place à la France.
La Fédération, soucieuse de préparer l'avenir, décide de changer de sélectionneur et Alain Jardel doit passer le relais.

### Les années Pierre Vincent
Malgré une équipe assez complète, le successeur d'Alain Jardel au Championnat d'Europe 2007, Jacky Commères, n'obtient qu'une huitième place et quitte ses fonctions.
Son ancien assistant Pierre Vincent le remplace et s'entoure de ses deux anciens assistants du titre remporté avec les juniors masculins en 2000, François Brisson et Thierry Moullec. La nouvelle équipe doit faire face à l'arrêt de leur carrière internationale d'Audrey Sauret-Gillespie et de Sandra Le Dréan. Sandrine Gruda choisit pour sa part de privilégier pour cette saison la WNBA. Pierre Vincent se doit donc de rajeunir l'équipe (arrivées de Jennifer Digbeu et Endy Miyem) pour les qualifications à l'Euro 2009, qualifications dont les Françaises se sortent en terminant premières de leur groupe.
Pour l'Euro disputé en Lettonie, Pierre Vincent doit faire face à une préparation réduite, la date de la compétition ayant été avancée au mois de juin. Sa sélection présente une surprise avec le retour de Cathy Melain qui a mis un terme à sa carrière internationale en 2005. Il parvient également à convaincre Sandrine Gruda à revenir jouer avec les Bleues. Celles-ci, (après quelques rencontres serrées qui les conduisent à se donner le surnom des « Braqueuses »), se qualifient tout d'abord pour le mondial suivant en triomphant de la Grèce en quart de finale. Puis, pour la deuxième fois de la compétition, la France bat la Biélorussie en demi-finale pour disputer le titre européen aux Russes, tenantes du titre, qu'elles ont déjà battues lors du second tour. La France mène toute la rencontre et résiste à une dernière poussée des joueuses russes pour l'emporter 57 à 53. Cette rencontre constitue le dernier match de Cathy Melain qui met un terme à sa carrière de basketteuse. Sandrine Gruda et Céline Dumerc sont également honorées à titre individuel en étant élues dans le meilleur cinq de la compétition.
Après le titre européen 2009, la France est qualifiée pour le Mondial 2010, qu'elle aborde avec une sélection renouvelée à l'aile, à la suite de la retraite de Cathy Melain. Mais sans sa MVP de 2009 Sandrine Gruda, c'est une sixième place un peu décevante qui attend l'équipe après son élimination en quarts contre l'Espagne.
En juin 2011, le titre de 2009 est remis en jeu aux Championnats d'Europe qui se déroulent en Pologne, avec un objectif de qualification aux Jeux olympiques de Londres, c'est-à-dire une place dans les cinq premières. La France réalise une compétition en dents de scie, enregistrant une victoire initiale de 46 points sur la Croatie, des défaites inquiétantes face à la Lettonie et au Monténégro, mais aussi des performances intéressantes, notamment contre l'Espagne où elle marque un 33-7 dans le dernier quart-temps et une victoire finale de 19 points. Victorieuse en quart de finale face à la Lituanie, l'équipe de France échoue en demi-finale face à une surprenante Turquie. Pour son dernier match, elle domine la République tchèque, décrochant sa première médaille de bronze européenne et une place pour le tournoi pré-olympique 2012.
Pour la deuxième fois de son histoire, la France participe à une olympiade. Aux Jeux olympiques de Londres, la France crée la surprise en venant à bout dans un final haletant des Britanniques, en remontant un quart de finale mal engagé contre les Tchèques puis en se hissant jusqu’en finale. Cette performance marque le sport français et permet aux Braqueuses de se mettre en lumière,. Emmeline Ndongue explique l'engouement du public français : « Je pense que le fait que l’on soit novices, sauf Edwige, sur cet événement a joué. (...) Ça se voyait ! Et toute cette fraîcheur a fait que les gens se sont attachés à nous. » Opposées aux Américaines, les Françaises s'inclinent en finale sur le score de 86 à 50.

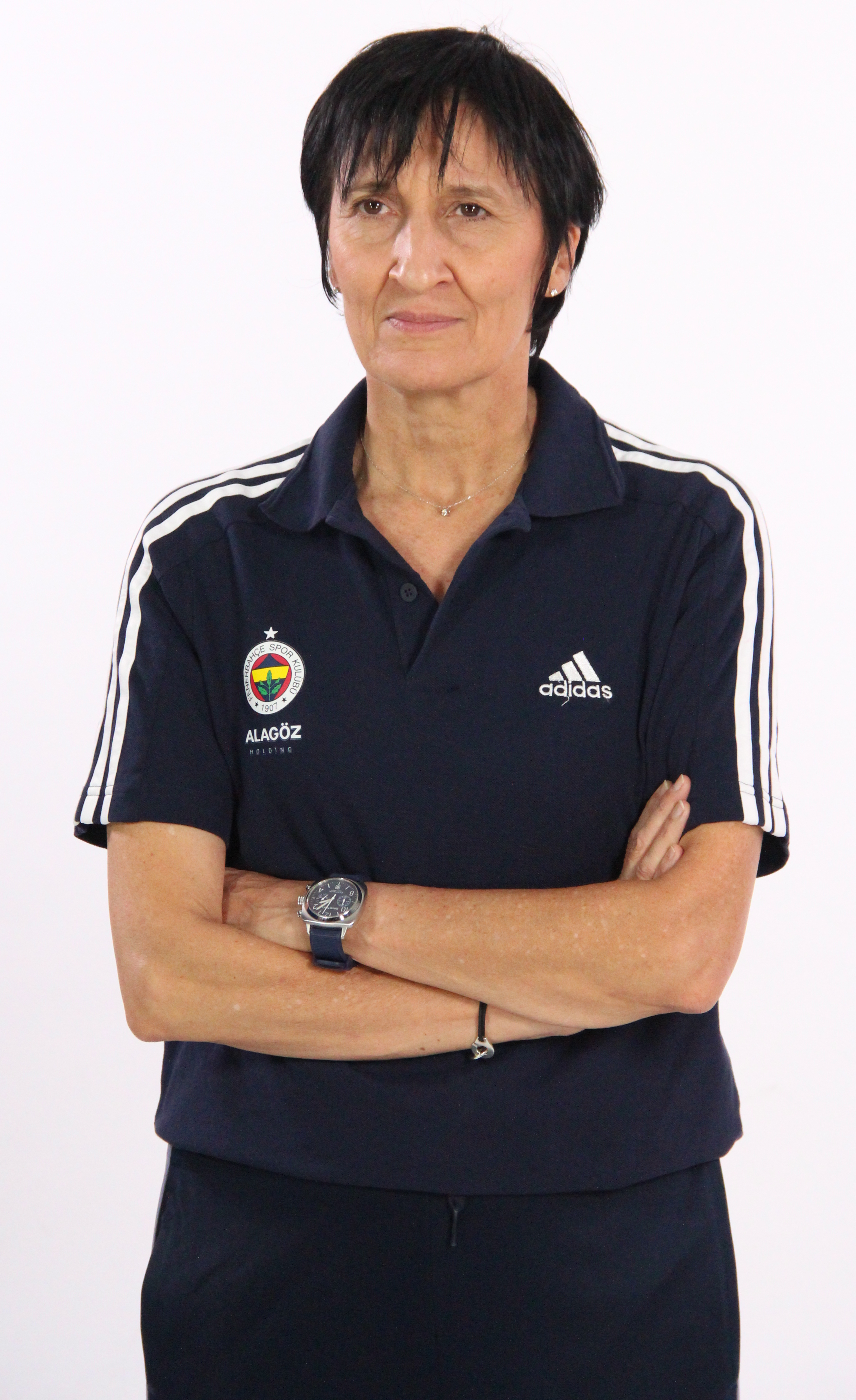
Valérie Garnier

Au Championnat d'Europe 2013 organisé en France, l'équipe atteint à nouveau la finale, à domicile, mais s'incline face à l'Espagne 70 à 69, pour ce qui constitue son quatrième podium et sa troisième finale sur les cinq dernières compétitions internationales. Pierre Vincent qui avait quitté Bourges pour rejoindre le club masculin de l'ASVEL à l'été 2011 cède alors sa place à son assistante Valérie Garnier qui lui avait déjà succédé à Bourges.

### Les années Valérie Garnier
Seules quatre joueuses ayant disputé le tournoi olympique demeurent dans la sélection : Émilie Gomis, Endy Miyem, Céline Dumerc et Sandrine Gruda. Avec un groupe très renouvelé, les Françaises décrochent quand même la septième place au Championnat du monde 2014. Au Championnat d'Europe 2015, la France se qualifie de nouveau pour une finale remportée cette fois 68 à 76 par la Serbie. Lors du Tournoi préolympique, les Bleues gagnent leur qualification pour une nouvelle qualification olympique quatre ans après leur médaille à Londres où les Bleues finissent à la quatrième place. Au Championnat d'Europe 2017, la France se qualifie pour une troisième finale consécutive, mais est battue par l'Espagne.
La France obtient la cinquième place de la Coupe du monde 2018, son meilleur classement avec 2006 après la médaille de 1953.
Au Championnat d'Europe 2019, la France se qualifie pour une quatrième finale consécutive, mais est une nouvelle fois battue par l'Espagne. En février 2020, les Bleues se qualifient pour les Jeux olympiques de Tokyo ; les Françaises atteignent les demi-finales où elles sont largement battues par le Japon (87-71) avant de remporter la médaille de bronze sur une victoire face à la Serbie (91-76). Après ce tournoi, la Fédération choisit de ne pas reconduire Valérie Garnier qui conclut ainsi huit ans avec les Bleues sur un bilan de 101 victoires pour seulement 32 défaites avec un bilan inégalé de 5 médailles, mais aussi 4 finales perdues aux championnats d'Europe et quelques revers comme l'échec en quarts de finale de la Coupe du Monde 2018 contre la Belgique ou en demi-finale olympique face au Japon.

### Les années Jean-Aimé Toupane
En octobre 2021, Jean-Aimé Toupane est nommé entraîneur assisté de Cathy Melain et David Gautier.
Lors du tournoi olympique à Paris, la France obtient la médaille d'argent, battue d'un seul point (66-67) par les Américaines devant 6,5 millions de téléspectateurs en France, soit 50,9% de part d'audience, avec un pic à 9,3 millions.

## Résultats

### Palmarès
L'équipe de France comptabilise huit médailles dans les trois compétitions internationales majeures : deux médailles d'or, quatre médailles d'argent, et deux de bronze.
Elle obtient une médaille de bronze lors de la première édition des championnats du monde. Sur la scène européenne, elle remporte deux titres européens, en 2001 et en 2009, huit médailles d'argent, en 1970, 1993, 1999, 2013, 2015, 2017, 2019 et 2021, ainsi qu'une médaille de bronze en 2011.
Elle remporte la première médaille olympique de son histoire lors des Jeux olympiques de 2012 disputés à Londres. Elle remporte ensuite une médaille de bronze aux Jeux olympiques de 2020 à Tokyo.
| Compétitions mondiales                                                                                 | Compétitions continentales | Autres compétitions |
| --- | --- | --- |
| - Jeux olympiques - Finaliste en 2012 et 2024 - Troisième en 2020 - Coupe du monde - Troisième en 1953 | - EuroBasket (2) - Vainqueur en 2001 et 2009 - Finaliste en 1970, 1993, 1999, 2013, 2015, 2017, 2019 et 2021 - Troisième en 2011 et 2023 | - Jeux méditerranéens - Finaliste en 1991 - Troisième en 1997 - Jeux de la Francophonie (4) - Vainqueur en 1989, 1994, 2005 et 2017 - Finaliste en 1997 |

| Compétitions mondiales                                           | Compétitions continentale |
| ---------------------------------------------------------------- | --- |
| - Jeux mondiaux féminins - Vainqueur en 1934 - Finaliste en 1930 | - Championnats d'Europe (dans le cadre des Jeux mondiaux féminins) - Championne d'Europe en 1930 - Championne d'Europe en 1934 |

### Parcours en compétitions internationales

#### Jeux olympiques
| Année | Position      |      | Année         | Position |           | Année | Position |
| 1976  | Non qualifiée | 1996 | Non qualifiée | 2016     | 4e        |       |          |
| 1980  | Non qualifiée | 2000 | 5e            | 2020     | Troisième |       |          |
| 1984  | Non qualifiée | 2004 | Non qualifiée | 2024     | Finaliste |       |          |
| 1988  | Non qualifiée | 2008 | Non qualifiée | 2028     | -         |       |          |
| 1992  | Non qualifiée | 2012 | Finaliste     | 2032     | -         |       |          |

#### Coupe du monde
| Année | Position      |      | Année         | Position |    | Année | Position |
| 1953  | Troisième     | 1979 | 7e            | 2006     | 5e |       |          |
| 1957  | Non qualifiée | 1983 | Non qualifiée | 2010     | 6e |       |          |
| 1959  | Non qualifiée | 1986 | Non qualifiée | 2014     | 7e |       |          |
| 1964  | 10e           | 1990 | Non qualifiée | 2018     | 5e |       |          |
| 1967  | Non qualifiée | 1994 | 9e            | 2022     | 7e |       |          |
| 1971  | 6e            | 1998 | Non qualifiée | 2026     | -  |       |          |
| 1975  | Non qualifiée | 2002 | 8e            | 2030     | -  |       |          |

#### EuroBasket
| Année | Position      |      | Année         | Position |           | Année | Position |
| 1938  | 4e            | 1976 | 4e            | 2003     | 5e        |       |          |
| 1950  | 4e            | 1978 | 4e            | 2005     | 5e        |       |          |
| 1952  | 7e            | 1980 | 11e           | 2007     | 8e        |       |          |
| 1954  | 6e            | 1981 | Non qualifiée | 2009     | Vainqueur |       |          |
| 1956  | 7e            | 1983 | Non qualifiée | 2011     | Troisième |       |          |
| 1958  | 6e            | 1985 | 8e            | 2013     | Finaliste |       |          |
| 1960  | Non qualifiée | 1987 | 8e            | 2015     | Finaliste |       |          |
| 1962  | 8e            | 1989 | 8e            | 2017     | Finaliste |       |          |
| 1964  | 10e           | 1991 | Non qualifiée | 2019     | Finaliste |       |          |
| 1966  | 11e           | 1993 | Finaliste     | 2021     | Finaliste |       |          |
| 1968  | 11e           | 1995 | 11e           | 2023     | Troisième |       |          |
| 1970  | Finaliste     | 1997 | Non qualifiée | 2025     | 4e        |       |          |
| 1972  | 4e            | 1999 | Finaliste     | 2027     | -         |       |          |
| 1974  | 7e            | 2001 | Vainqueur     | 2029     | -         |       |          |

## Sélectionneurs successifs
| Période               | Sélectionneur            | Bilan               |
| --------------------- | ------------------------ | ------------------- |
| 1938                  | Paul Geist               | -                   |
| 1938 - 1946           | aucun match disputé      | aucun match disputé |
| 1946 - 1957           | Robert Busnel            | 39 v. 1 n et 28 d.  |
| 1957 - 1966           | Georgette Coste-Venitien | 28 v. et 51 d.      |
| 1966 - 1976           | Joë Jaunay               | 116 v. et 108 d.    |
| 1976 - 1984           | Jean-Paul Cormy          | 36 v. et 77 d.      |
| 1984 - 1986           | Jacqueline Delachet      | 29 v. et 39 d.      |
| 1986 - 1989           | Michel Bergeron          | 24 v. et 30 d.      |
| 1989 - 1997           | Paul Besson              | 80 v. et 64 d.      |
| 1997 - déc. 2006      | Alain Jardel             | 150 v. et 42 d.     |
| déc. 2006 - fév. 2008 | Jacques Commères         | 12 v. et 9 d.       |
| fév. 2008 - 2013      | Pierre Vincent           | 99 v. et 15 d.      |
| 2013-2021             | Valérie Garnier          | 101 v. et 32 d.     |
| 2021-                 | Jean-Aimé Toupane        | 2 v. et 3 d.        |

Après un premier sélectionneur, Paul Geist qui officie en 1938, Robert Busnel prend la direction des deux équipes de France masculines et féminines. Sous sa direction, cette dernière remporte la médaille de bronze du championnat du monde 1953 disputé au Chili.
C'est Georgette Coste-Venitien qui prend sa succession en 1958, poste qu'elle va occuper jusqu'en 1966. Le poste est repris par Joë Jaunay, qui cumulera ensuite ce poste avec le poste d'entraîneur des « Demoiselles de Clermont » où la plupart des internationales françaises évoluent. 	

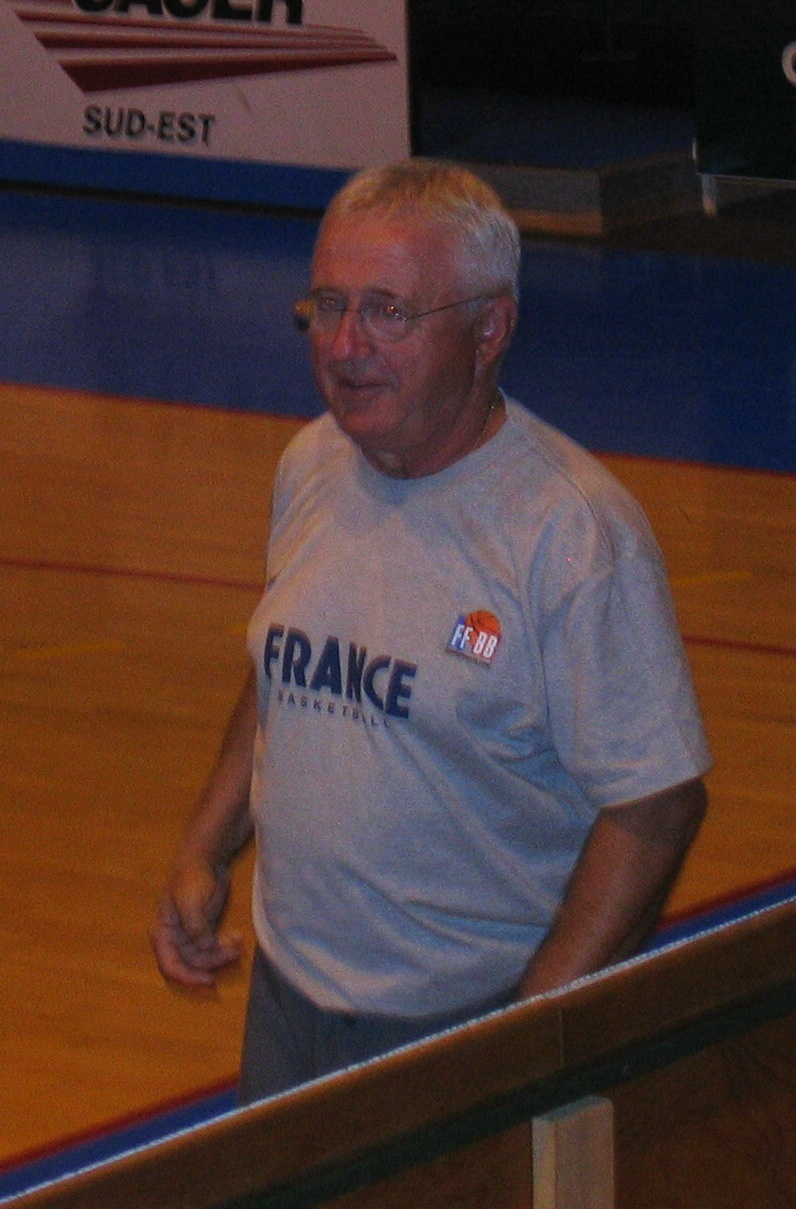
Alain Jardel en 2006

C'est ensuite Jean-Paul Cormy qui lui succède, puis l'ancienne internationale Jacqueline Delachet qui cède sa place au bout de deux années à Michel Bergeron. C'est ensuite Paul Besson qui prend en charge l'équipe de France, de 1989 à 1997.
En 1997, l'entraîneur de Mirande, Alain Jardel, reprend une équipe qui doit disputer le championnat d'Europe B. Sous sa direction, la France retrouve les sommets européens, remportant une médaille d'argent au championnat d'Europe 1999 puis le titre européen lors de l'édition suivante. La France dispute son premier tournoi olympique en 2000, terminant meilleure nation européenne. Il dispute sa dernière compétition lors du championnat du monde 2006 où la France termine à la cinquième place.
À la suite de ce mondial, le président de la Fédération française de basket-ball (FFBB) Yvan Mainini, accompagné du directeur technique national, Jean-Pierre de Vincenzi, annonce la nomination de Jacques Commères à la tête de la sélection française,. Ancien entraîneur adjoint de Jardel, il succède à celui-ci, la Fédération justifiant ce choix par un souci de préparer l'avenir. Lors de sa première saison, le nouveau sélectionneur n'obtient pas les résultats escomptés et décide de démissionner.
L'entraîneur de Bourges, et ancien assistant de Commères, Pierre Vincent prend la direction de l'équipe de France. Après une médaille d'or, deux d'argent et une de bronze, ainsi qu'une médaille d'argent olympique, il rejoint totalement le basket-ball masculin et cède sa place à Valérie Garnier, son assistante depuis deux ans, et ancienne internationale,. L'équipe de France accumule les médailles, quatre d'argent aux championnats d'Europe et une de bronze aux Jeux olympiques d'été de 2020 à Tokyo.
Jean-Aimé Toupane lui succède en 2021, remportant une médaille de bronze en Championnat d'Europe et la médaille d'argent des Jeux olympiques de 2024 à Paris.

## Effectif
Le tableau suivant présente la liste des joueuses sélectionnées pour les Jeux olympiques de 2024.

## Statistiques

### Records d'équipe
| Statistique               | Record | Date              | Compétition                  | Rencontre                      |
| ------------------------- | ------ | ----------------- | ---------------------------- | ------------------------------ |
| Plus large victoire       | 101    | 6 février 2025    | Qualifications à l’Euro 2025 | France 125–24 Irlande          |
| Plus large défaite        | 62     | 7 septembre 1987  | Championnat d’Europe 1987    | Union soviétique 109–47 France |
| Plus de points marqués    | 1310   | 15 septembre 2002 | Championnat du monde 2002    | France 131–35 Tunisie          |
| Moins de points marqués   | 14     | 14 octobre 1938   | Championnat d’Europe 1938    | Lituanie 20–14 France          |
| Plus de points encaissés  | 1150   | 29 juin 1990      | Match amical                 | États-Unis 115–74 France       |
| Moins de points encaissés | 10     | 24 avril 1960     | Match Amical                 | France 55–10 Écosse            |

### Records individuels

#### Sélections
Le tableau suivant présente les vingt joueuses les plus sélectionnées en équipe de France de basketball.
| Rang | Joueuse              | Sélections |
| ---- | -------------------- | ---------- |
| 1    | Céline Dumerc        | 262        |
| 2    | Paoline Ékambi       | 254        |
| 3    | Élisabeth Riffiod    | 247        |
| 4    | Yannick Souvré       | 243        |
| 5    | Cathy Melain         | 241        |
| 6    | Jacqueline Delachet  | 239        |
| 7    | Endéné Miyem         | 235        |
| 8    | Sandrine Gruda       | 225        |
| 9    | Nathalie Lesdema     | 222        |
| 10   | Sandra Le Dréan      | 214        |
| 11   | Halima Soussi        | 211        |
| 12   | Edwige Lawson-Wade   | 210        |
| 13   | Colette Passemard    | 209        |
| 14   | Irène Guidotti       | 205        |
| 15   | Isabelle Fijalkowski | 204        |
| 16   | Audrey Sauret        | 202        |
| 17   | Lœtitia Moussard     | 198        |
| 18   | Emmeline Ndongue     | 196        |
| 19   | Émilie Gomis         | 194        |
| 20   | Martine Campi        | 193        |

En gras les joueuses encore en activité.

#### Points en carrière
Le tableau suivant récapitule au 5 juin 2021 les vingt joueuses ayant marqué le plus de points pour l'équipe de France :
| Rang | Joueuse              | Points |
| ---- | -------------------- | ------ |
| 1    | Sandrine Gruda       | 2 878  |
| 2    | Isabelle Fijalkowski | 2 567  |
| 3    | Élisabeth Riffiod    | 2 478  |
| 4    | Cathy Melain         | 2 439  |
| 5    | Jacky Chazalon       | 2 334  |
| 6    | Paoline Ékambi       | 2 321  |
| 7    | Irène Guidotti       | 2 288  |
| 8    | Endéné Miyem         | 2157   |
| 9    | Odile Santaniello    | 1 883  |
| 10   | Céline Dumerc        | 1 727  |
| 11   | Catherine Malfois    | 1 713  |
| 12   | Sandra Le Dréan      | 1 651  |
| 13   | Audrey Sauret        | 1 639  |
| 14   | Nicole Antibe        | 1 633  |
| 15   | Yannick Souvré       | 1 429  |
| 16   | Edwige Lawson-Wade   | 1 367  |
| 17   | Isabelle Yacoubou    | 1 306  |
| 18   | Nathalie Lesdema     | 1 299  |
| 19   | Émilie Gomis         | 1 279  |
| 20   | Martine Campi        | 1 213  |

En gras les joueuses encore en activité.

## Joueuses marquantes
| Période   | Capitaine         |
| --------- | ----------------- |
|           | Élisabeth Riffiod |
|           | Odile Santaniello |
| –2002     | Yannick Souvré    |
| 2003–     | Cathy Melain      |
| –2015     | Céline Dumerc     |
| 2016      | Isabelle Yacoubou |
| 2017      | Céline Dumerc     |
| 2018–2021 | Nwal-Endéné Miyem |
| 2021      | Sandrine Gruda    |
| 2022      | Alexia Chartereau |
| 2022–2024 | Sarah Michel      |
| 2024–     | Valériane Ayayi   |

Années 1930
- Lucienne Velu

Années 1940-1950
- Anne-Marie Colchen, Édith Tavert-Kloeckner

Années 1960
- Yannick Stephan, Geneviève Guinchard, Danielle Peter, Ginette Mazel

Années 1970
- Jacky Chazalon, Élisabeth Riffiod, Irène Guidotti, Jacqueline Delachet

Années 1980
- Françoise Quiblier-Bertal, Paoline Ekambi, Catherine Malfois, Isabelle Désert

Années 1990
- Odile Santaniello, Christine Gomis, Yannick Souvré, Laure Savasta, Lœtitia Moussard, Cathy Melain, Isabelle Fijalkowski, Marie-Anne Quattrocchi, Audrey Sauret

Années 2000
- Edwige Lawson-Wade, Nicole Antibe, Sandra Le Dréan, Céline Dumerc

Années 2010
- Sandrine Gruda, Céline Dumerc ; Endy Miyem

Années 2020
- Gabby Williams, Marine Johannès

## Pour approfondir

### Documentaire
- Champions de France - L’équipe de France féminine de basket (2009), série Champions de France, film-portrait raconté par Smaïn, co-réalisé par Pascal Blanchard et Rachid Bouchareb 2016, 2 minutes. [voir en ligne]